# Sven Andersson (konstnär, född 1905)
Sven Arthur Alfred Andersson, född 23 mars 1905 i Stockholm, död där 21 april 1964, var en svensk tecknare och grafiker. 
Andersson studerade konst en kortare tid vid Figge Fredrikssons konstskola i Stockholm men räknade sig själv som autodidakt. Han medverkade i Nationalmuseums utställning Unga tecknare ett par gånger och ställde ut ett flertal gånger med Sveriges allmänna konstförening. Hans konst består av porträtt och djurstudier i akvarell och impressionistiskt fångade teckningar av hundar, hästar, och katter i form av litografier. Andersson var representerad vid Nationalmuseum med teckningar och etsningar som senare flyttades till Moderna museet.